# Венеция (аэропорт)

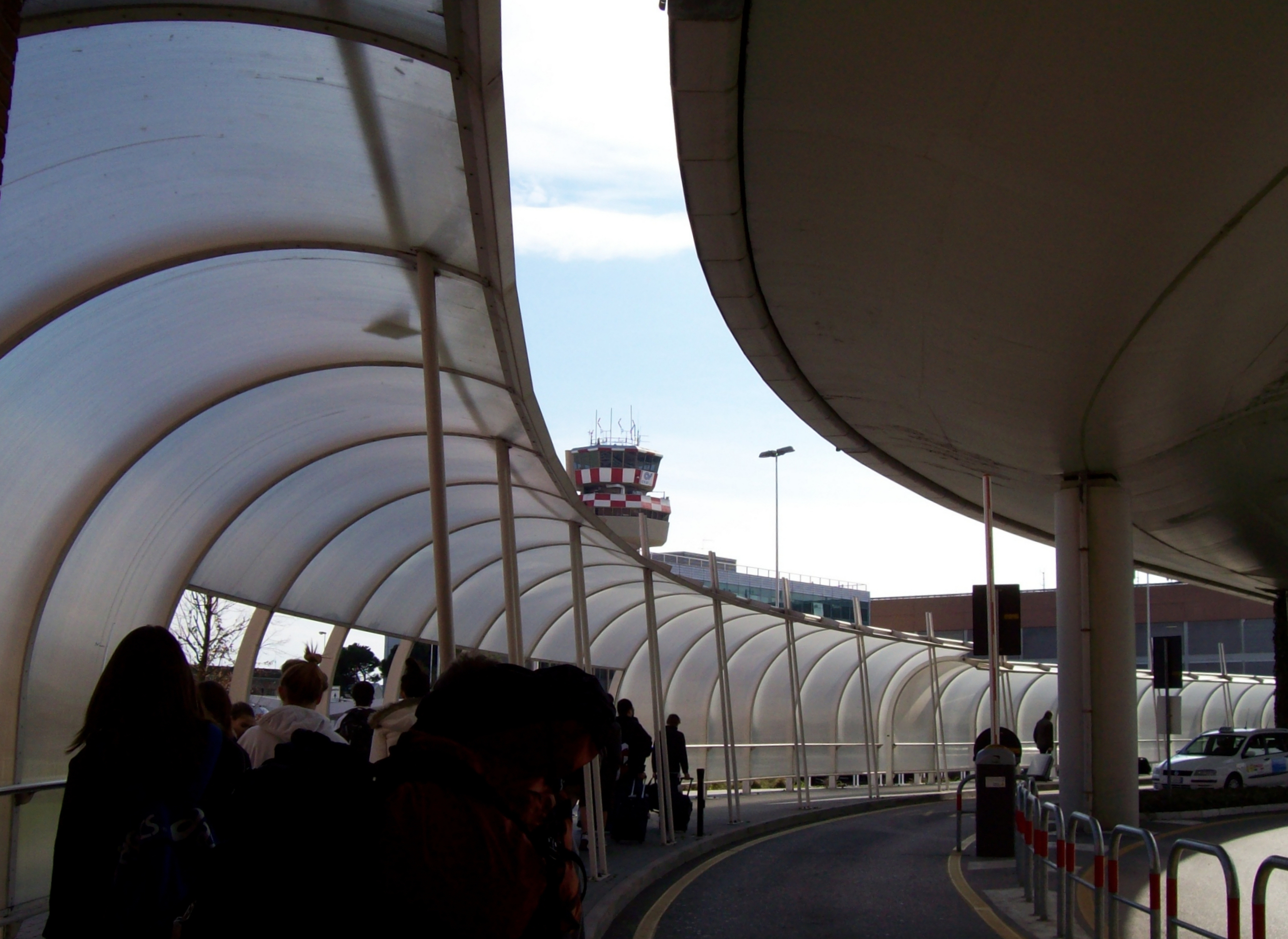
Аэропорт имени Марко Поло

Аэропорт Венеции имени Марко Поло (итал. Aeroporto di Venezia Marco Polo), (ИАТА: VCE, ИКАО: LIPZ) — один из крупнейших аэропортов Италии, расположенный близ городка Тессера — северо-восточного пригорода Венеции. Аэропорт был назван в честь известного венецианского путешественника Марко Поло, который считается европейским первооткрывателем Китая.
В 2018 году аэропорт обслужил 11 184 608 пассажиров, что сделало его четвёртым в списке крупнейших аэропортов страны как по объёму пассажирских перевозок, так и по количеству взлётов/посадок самолётов (после аэропортов Милан-Мальпенса, Милан-Линате и Рим-Фьюмичино).
Современный пассажирский терминал был открыт в 2002 году и в настоящее время практически полностью загружен пассажирами. Аэропорт принимает регулярные и чартерные рейсы, в том числе и дальнемагистральные маршруты авиакомпаний Air Transat в Торонто (Пирсон) и Монреаль (Трюдо), компании Delta Air Lines в Международный аэропорт Нью-Йорка имени Джона Кеннеди и Международный аэропорт Хартсфилд-Джексон Атланта, авиакомпаний Skyservice в Торонто (Пирсон) и Emirates Airline в Дубай.
Аэропорт имени Марко Поло находится под управлением компании SAVE SpA, часть которой, в свою очередь принадлежит органам местного самоуправления. Акции компании торгуются на Миланской фондовой бирже.

## Терминал
Пассажирский терминал аэропорта состоит из трёх этажей. Первый этаж — зона прилета, второй — зона вылета.
В зоне вылета расположены залы регистрации с семьюдесятью стойками регистрации, а также два зала ожидания для пассажиров — «Зал Тинторетто», предназначенный для клиентов альянса SkyTeam, и «Зал Марко Поло», доступный для пассажиров всех других авиакомпаний.
Третий этаж полностью отведён под офисные помещения эксплуатирующей компании и представительств авиакомпаний.
Выходы на посадку разделены на зоны для шенгенских и нешенгенских рейсов.
Общая площадь пассажирских терминалов составляет 53 000 квадратных метров.

### Регулярные рейсы

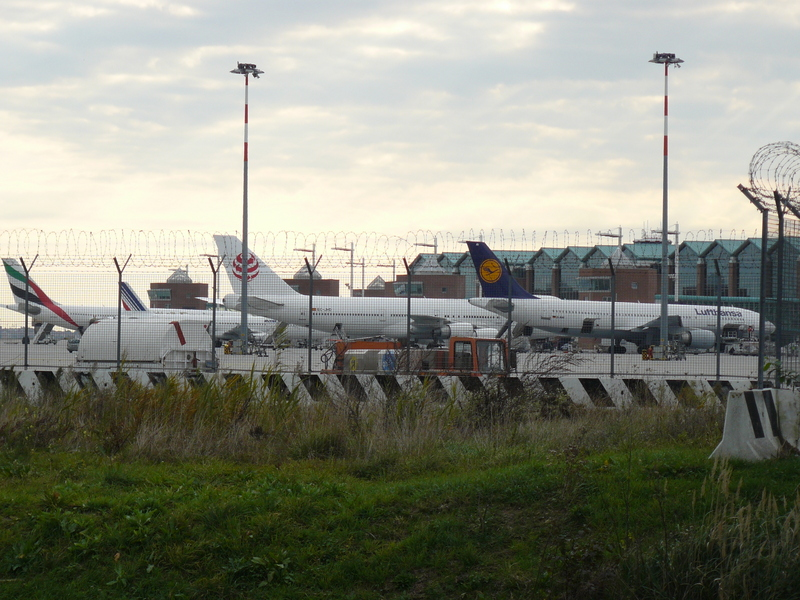
Терминал аэропорта

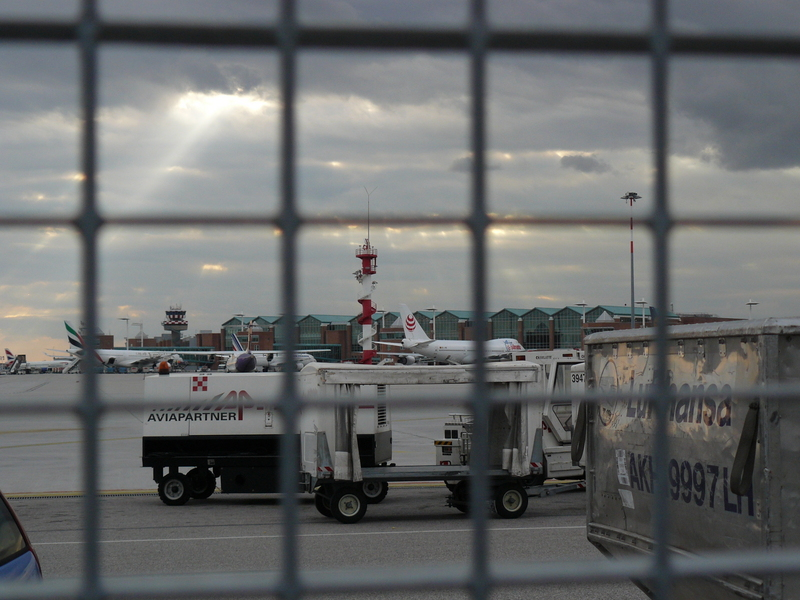
Терминал аэропорта